# Castenedolo
Castenedolo – miejscowość i gmina we Włoszech, w regionie Lombardia, w prowincji Brescia.
Według danych na rok 2004 gminę zamieszkiwało 9256 osób, 356 os./km².